# Valado dos Frades
Valado dos Frades es una freguesia portuguesa del municipio de Nazaré, con 18,37 km² de superficie. Su densidad de población es de 180,1 hab/km².

## Galería

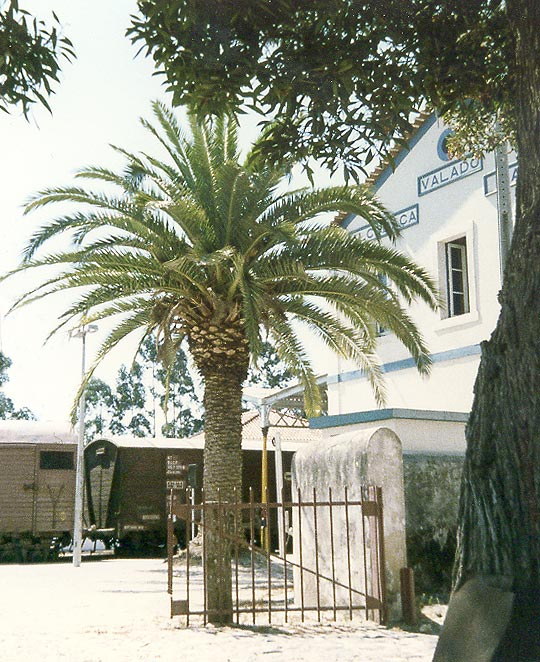
Valado dos Frades